# 姚女勝
姚氏女，字女胜，北魏女性人物，河东郡（今山西省永济市西南蒲州镇）人。
姚女胜年少时丧父，没有兄弟，母亲怜爱而守护养育。姚女胜六七岁时，便有孝顺之心，有人提到其父，她听到就哭。邻居感到惊异。正光年间，其母去世，姚女胜十五岁时，哭泣不绝声，水米不入口中数日，不胜哀痛而死去。太守崔游申请为她营墓立碑，自为制文，表彰其家门，将她比成曹娥，改其里为上虞里。墓在河东郡城东六里大道北，名为孝女冢。